# 布氏鬚鰃
布氏鬚鰃為輻鰭魚綱鬚鰃目鬚鰃科的其中一種，分布於印度太平洋區，包括莫三比克、澳洲、紐西蘭等海域，棲息深度410-660公尺，體長可達20.3公分，棲息在大陸坡。